# 52344 Yehudimenuhin
52344 Yehudimenuhin è un asteroide della fascia principale. Scoperto nel 1992, presenta un'orbita caratterizzata da un semiasse maggiore pari a 3,1354088 UA e da un'eccentricità di 0,0834165, inclinata di 23,29632° rispetto all'eclittica.